# 7750 McEwen
7750 McEwen è un asteroide della fascia principale del diametro medio di circa 12,47 km. Scoperto nel 1988, presenta un'orbita caratterizzata da un semiasse maggiore pari a 2,7656541 UA e da un'eccentricità di 0,3712223, inclinata di 15,85210° rispetto all'eclittica.